# Campeonato Mundial de Ciclismo em Estrada de 1961
Os Campeonatos do mundo de ciclismo de estrada de 1961 celebrou-se na localidade suíça de Berna entre 2 e 3 de setembro de 1961. A prova de estrada feminina realizou-se em Douglas (Reino Unido).

## Resultados
| Evento                       | Ouro                      | Ouro           | Prata                      | Prata | Bronze                    | Bronze |
| ---------------------------- | ------------------------- | -------------- | -------------------------- | ----- | ------------------------- | ------ |
| Provas masculinas            |                           |                |                            |       |                           |        |
| Homens - carreira em linha   | Rik Van Looy · Bélgica    | 7 h 46 min 35s | Nino Defilippis · Itália   | m.t.  | Raymond Poulidor · França | m.t.   |
| Amador - carreira em linha   | Jean Jourden · França     | 4h 49' 54"     | Henri Belena · França      | m.t.  | Jacques Gestraud · França | + 22"  |
| Provas femininas             |                           |                |                            |       |                           |        |
| Mulheres - carreira em linha | Yvonne Reynders · Bélgica | -              | Beryl Burton · Reino Unido | -     | Elsy Jacobs · Luxemburgo  | -      |